# Шнауберт, Андреас Йозеф
Андреас Йозеф Шнауберт (нем. Andreas Joseph Schnaubert; 30 ноября 1750, Бинген — 10 июля 1825, Йена) — немецкий учёный-юрист, педагог, доктор права, профессор университетов Гиссена и Гельмштедта.

## Биография
Родился в католической семье виноторговца. С 1765 года изучал философию и историю в Майнцском университете, в сентябре 1767 года получил ученую степень магистра философии. Затем в течение пяти лет посещал теологическую семинарию в Майнце, где получил степень бакалавра богословия. Получив образование, стал священником в городке близ Бингена.
В 1776 году поступил в Гиссенский университет, где учился у Христиана Хартмана Самуэля фон Гацерта и Людвига Юлиуса Фридриха Хёпфнера. В мае 1780 года получил докторскую степень в области права. Затем работал преподавателем, в 1783 году стал экстраординарным профессором права в университете Гиссена.
В 1777 году обратился в реформаторскую веру. В 1784 году получил звание профессора конституционного и канонического права юридического факультета Хельмштедтского университета. В 1786 году перешел в Йенский университет, где стал профессором конституционного и феодального права. Несколько раз был деканом юридического факультета и ректором альма-матер (1794, 1805 и 1809).

## Избранные труды
- «Erläuterungen zum Lebenrecht in Deutschland» (Гиссен, 1784 и Брауншвейг, 1786; 2-е дополн. изд., ib., 1794; 3-е изд., 1798—99);
- "Neueste juristische Bibliothek (Гиссен, 1780—86);
- «Neueste fortgesetzte juristische Bibliothek» (Йена, 1789—91);
- «Ueber Kirche und Kirchengewalt» Йена, 1789; 2-е изд., 1795);
- «Grundsätze des Kirchenrechts der Katholiken und Protestanten in Deutschland» (1805—1806).